# Karl Lehrs

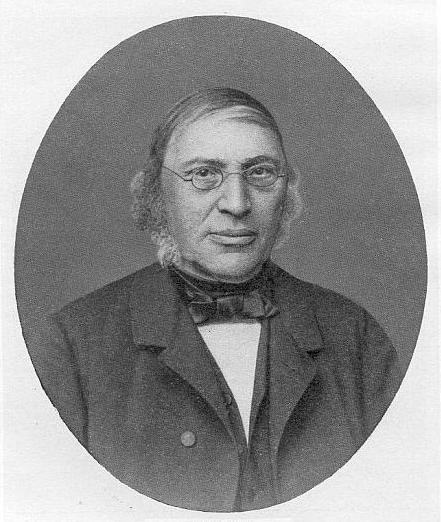
Karl Lehrs

Karl Lehrs, född 14 januari 1802, död 9 juni 1878, var en tysk filolog.
Lehrs blev 1835 professor i Königsberg. Bland hans arbeten märks främst De Aristarchi studiis homericis (1833) och Quæstiones epicæ (1837). Hans Kleine Schriften (1902) och brevväxling med Christian Lobeck (2 band, 1894) utgav av A. Lüdwich.